# Delhi Durbar Medal
Delhi Durbar Medal (dt.: „Medaille zum Durbar von Delhi“) war die Bezeichnung für Gedenkmedaillen, die vom British Raj verliehen wurden. Sie erinnern an die Veranstaltungen des Delhi Durbar (dt.: Delhi-Hofstaat, Imperial Durbar) anlässlich der Proklamation der Kaiserin/des Kaisers von Indien. Das Durbar wurde drei Mal veranstaltet: 1877, 1903 für Eduard VII., und 1911 für George V. An den zwei letzten Veranstaltungen wurden jeweils die Gedenkmedaillen verliehen. Die Medaillen waren 1 ½ Inch im Durchmesser und wurden in Gold und in Silber-Ausführung verliehen. Sie wurden in Datumsreihenfolge an einem 1 ¼ Inch breiten Band neben Krönungs- und Jubiläumsmedaillen auf der linken Brust getragen. Diese königlichen Gedenkmedaillen wurden bis November 1918 vor Einsatzmedaillen (campaign medals) getragen, danach wurde die Reihenfolge getauscht.

## Delhi Durbar Medal 1903

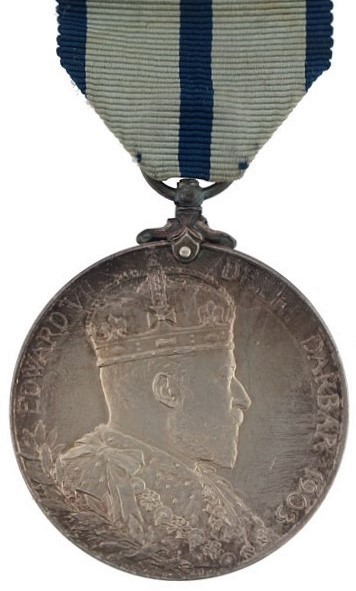
Vorderseite der Delhi Durbar Medaille

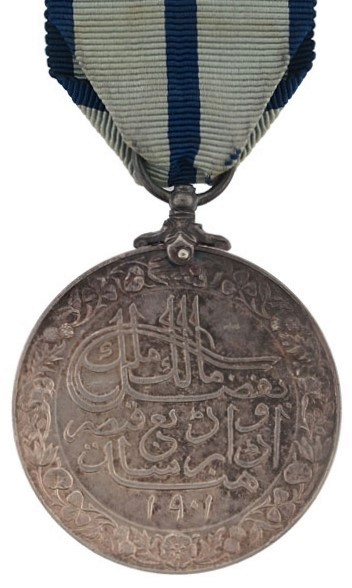
Rückseite der Delhi Durbar Medaille

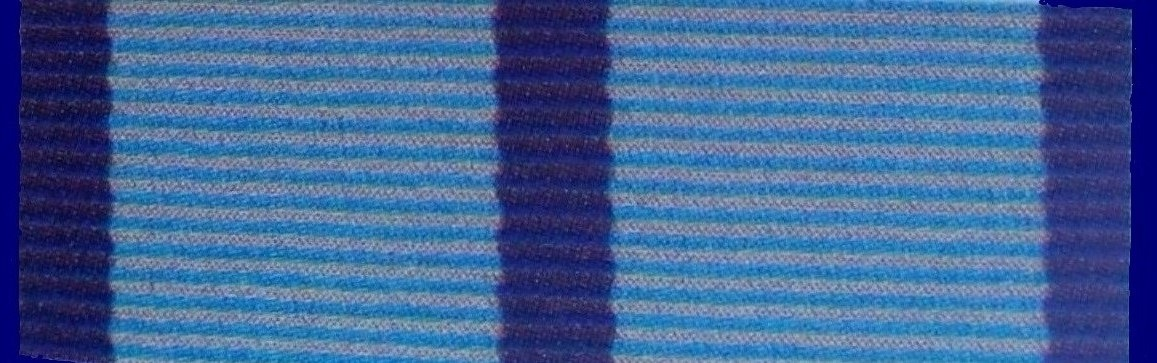
Band der Durbar-Medaille.

Vorderseite: Das nach rechts gerichtete gekrönte Haupt des Königs trägt ein Hermelin-Staatsgewand mit dem Kragen des Hosenbandordens (Collar of the Garter) und dem Abzeichen des Order of the Bath. Unterhalb der Büste ein Lorbeerzweig mit der Aufschrift EDWARD VII DELHI DURBAR 1903 am Rand.
Rückseite: Eingefügt in einen Blumenkranz aus Rosen – eine persische Inschrift mit dem Text:
By the Favour of the Lord of the Realm Edward, King, Emperor of India, 1901

„Durch die Gunst des Herrn des Reiches Edward, König, Kaiser von Indien, 1901.“
Die Medaillen wurden nicht personalisiert verliehen.
140 Goldmedaillen wurden den herrschenden Chiefs und 2.567 Silbermedaillen den anderen anwesenden Würdenträgern, Beamten und Mitgliedern des Heeres verliehen,

## Delhi Durbar Medal (1911)

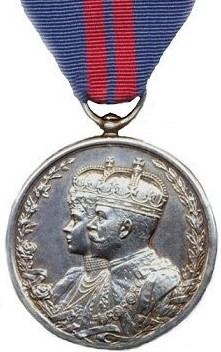
Vorderseite der Delhi Durbar Medal 1911.

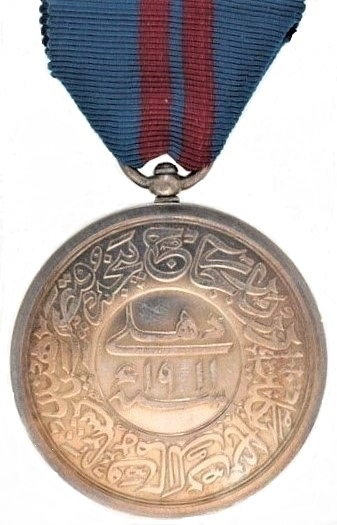
Rückseite der Delhi Durbar Medal 1911.

Band der Delhi Durbar Medal 1911.

Vorderseite: Die verbundenen gekrönten Büsten von König Georg V. und Königin Maria mit Blick nach links in einem Blumenkranz aus Rosen.
Rückseite: Eine Inschrift auf Persisch, mit dem Text:
The Durbar of George V, Emperor of India, Master of the British Land
„Der Durbar von Georg V., Kaiser von Indien, Meister des britischen Landes“.
Die Medaillen wurden nicht personalisiert verliehen.
200 Goldmedaillen wurden geprägt für die herrschenden Chiefs und hochrangige Beamte. 30.000 Silbermedaillen wurden geprägt, wobei 26.800 an bürgerliche Würdenträger und Regierungsbeamte verteilt wurden, und davon 10.000 an Offiziere und Männer der Britischen und Indischen Armeen. Die Medaillen wurden auch verteilt an Personen, die nicht am Durbar teilnehmen konnten, sondern in ganz Indien dem Raj Dienste geleistet hatten.
Das Band war das gleiche wie bei der Medaille zur Krönung von König George (King George V Coronation Medal) und während das Design auf der Vorderseite das gleiche ist, ist die Durbar-Medaille größer und hat einen Durchmesser von 1½ Zoll im Vergleich zu 1¼ Zoll bei der Krönungsmedaille. Beide Medaillen konnten nicht zusammen getragen werden, und diejenigen, die für beide Medaillen in Frage kamen, trugen eine Spange mit der Aufschrift „Delhi“ am Band der Krönungsmedaille.

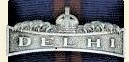
Erinnerungsspange.